# اندری میچنکو
اندری میچنکو (اوکراینی: Андрій Петрович Міщенко؛ زادهٔ ۷ آوریل ۱۹۹۱) بازیکن فوتبال اهل اوکراین است.
از باشگاه‌هایی که در آن بازی کرده‌است می‌توان به باشگاه فوتبال مکابی نتانیا و باشگاه فوتبال استال آلچفسک اشاره کرد.